# Monumento El Cacahual

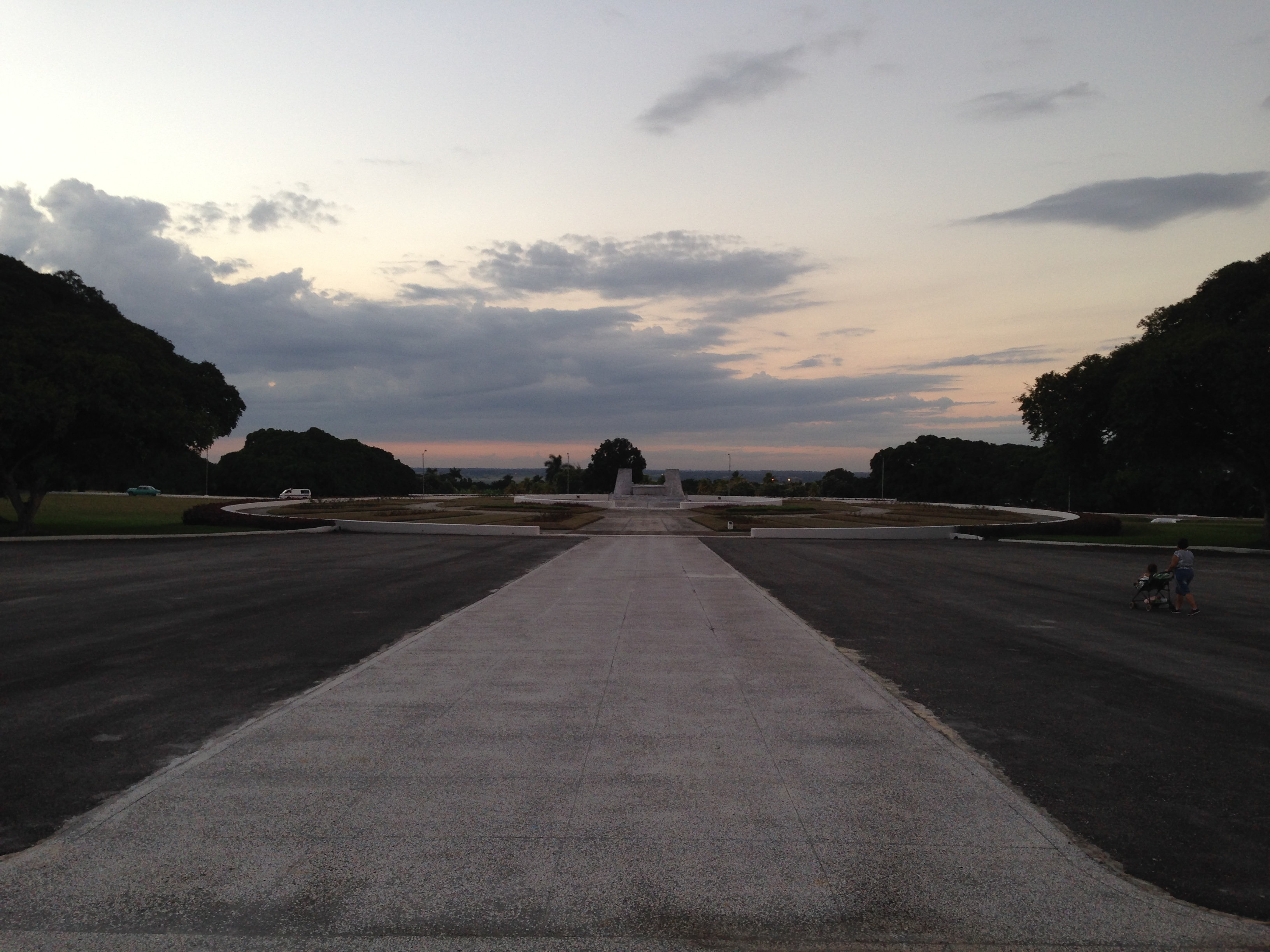
Monumento El Cacahual.

O Monumento El Cacahual é um monumento e local de descanso dos restos mortais do herói nacional Antonio Maceo, em Cuba. O monumento atual, o terceiro no local, foi iniciado em 1944 e concluído em 1951. Devido ao seu significado histórico, o El Cacahual recebeu o status de Monumento Nacional em 10 de outubro de 1978, pela Resolução 03.

## Localização
O monumento está localizado a 8km ao sul do Aeroporto Internacional José Martí via Santiago de Las Vegas, ao norte de Bejucal. O Mausoléu de El Cacahual abriga os restos mortais do General Antonio Maceo, o segundo-em-comando do Exército de Libertação, e do seu ajudante-de-campo, o Capitão Francisco "Panchito" Gómez Toro - filho do General Máximo Gómez -, bem como de outros patriotas cubanos. Um pavilhão ao ar livre próximo ao mausoléu abriga uma exposição histórica.